# ピオレドール賞
ピオレドール賞（フランス語：Piolet d'Or）は、優秀な登山家に贈られる国際的な賞。フランスの登山誌『モンターニュ（Montagnes）』と『グループ・ドゥ・オート・モンターニュ（Groupe de Haute Montagne）』が主宰している。1991年に創設。
候補者は両誌によってノミネートされ、両誌の編集者、前年の受賞者、その他招待者等から成る審査員達によって決定される。
ピオレドールは、フランス語で「金のピッケル（手斧）」と言う意味。
「登山界のアカデミー賞」の異名を持つ。

## 受賞者一覧
受賞年度はそれぞれの登攀が行われた年で、授賞式は翌年の春となる。

### 2021年
- ピエリック・フィーヌ、シモン・ヴェルフランジェ　西部カラコルム、バトゥーラ山群サニ・パクシュ南壁ルヴェール・ガニャン初登攀
- イーサン・バーマン、ウィスディーン・ホーソン　カナディアンロッキー最高峰ロブソン北西壁(エンペラーフェイス)ランニング・イン・ザ・シャドウズ初登攀
- シルビア・ビダル　特別賞
- 山野井泰史　生涯功労賞。13人目、アジア人として初の受賞 [2] [3]

### 2020年
- マレク・ホレセク、ズデニェク・ハク　中央ヒマラヤ山脈・チャムラン北西壁初登攀
- アラン・ルソー、ティノ・ヴィラヌエヴァ　テンギラギタウ西壁初登攀[4]
- マーク・リッチー、スティーブ・スウェンソン、クリス・ライト、グラハム・ジンマーマン　カラコルム山脈・リンクサール主峰 南東壁より初登頂[5]
- 平出和也、中島健郎　カラコルム山脈・ラカポシ南壁新ルート登攀[6] [7]
- カトリーヌ・デスティベル　生涯功労賞

### 2018年
- マレク・ホレセク、ズデニェク・ハク　カラコルム山脈・ガッシャーブルムI峰南西壁初登攀
- 平出和也、中島健郎　カラコルム山脈・シスパーレ北東壁初登攀。第12回ピオレドール・アジア賞も受賞。
- エリアス・ミレイユ、フレデリック・デグレ、ニソワ・ベンジャミン　ヒマラヤ山脈・ヌプツェ北西峰南壁初登攀

### 2013年
- ウエリ・シュテック　アンナプルナ南壁単独登攀
- ラファエル・スロウィスキーとイアン・ウェルステッド K6西壁初登攀

### 2012年
この年はノミネートされた全隊が受賞した
- サンディ・アラン、リック・アレン　ナンガ・パルバットマゼノ稜初縦走
- ヘイドゥン・ケネディ、カイル・デンプスター　バインター・ブラック南壁初登攀
- ディミトリ・ゴロワチェンコ、アレクサンドル・ランゲ、セルゲイ・ニロフ ムスターグ・タワー北東壁初登攀
- ミック・ファウラー、ポール・ラムズデン　シヴァ北東ピラー初登攀
- セバスチャン・ボアン、ディディエ・ジュルダン、セバスチャン・モアッティ、セバスチャン・ラテル カメット（英語版）南西壁初登攀
- 花谷泰広、馬目弘仁、青木達哉　キャシャール南ピラー初登攀
- クルト・ディムベルガー 生涯功労賞

### 2011年
- マーク・リッチー、スティーブ・スウェンソン、フレディ・ウィルキンソン　サセルカンリⅡ峰（英語版）登頂
- ネイツ・マルチッチ、ルカ・ストラザー K7登頂

### 2010年
- 岡田康、横山勝丘　ローガン南東壁登攀
- ショーン・ビラヌエバ、ニコラス・ファブレッセ、オリビエ・ファブレッセ、ベン・ディット、ボブ・シェプトン　グリーンランド・ビッグウォール登攀
- ダグ・スコット　生涯功労賞

### 2009年
- デニス・ウルブコ、ボリス・デデシュコ　　チョ・オユー南東壁新ルート登攀
- ジェド・ブラウン、カイル・デンプスター　天山山脈・シュエリエン（英語版）西峰北壁初登攀
- ワルテル・ボナッティ　生涯功労賞

### 2008年
- ウエリ・シュテック、ジーモン・アンターマッテン　テンカンポチェ峰北壁初登攀
- 平出和也、谷口けい　カメット（英語版）南東壁初登攀
- 天野和明、佐藤裕介、一村文隆　カランカ北壁初登攀

### 2007年
中止

### 2006年
- マルコ・プレゼリ、ボリス・ローレンチチ　チョモラリ（英語版）北西壁初登攀
- デニス・ウルブコ、セルゲイ・サモイロフ　マナスル北東壁アルパインスタイル
- パブル・コジェック　チョ・オユー南西壁新ルート単独登攀およびナンパ・ラ銃撃事件の撮影

### 2005年
- スティーブ・ハウス、ヴィンス・アンダーソン　ナンガ・パルバットルパール壁中央側稜のアルパインスタイル初登頂

### 2004年
- アレクサンドル・オディンツォフ以下9名のロシア隊　ジャヌー北壁新ルート登頂

### 2003年
- ワレリー・ババノフ、ユーリ・コレシェンコ　ヌプツェ南壁初登頂

### 2002年
- ミック・ファウラー、ポール・ラムズデン　四姑娘山北壁初登攀。

### 2001年
- ワレリー・ババノフ　メルー中央峰シャークスフィン単独登攀

## 概要
The criteria for the award are stated in French and translate as: 
 The selection of potential laureates, as well as the conditions of awarding the trophy obey a strict ethic, which is in line with the founding values of the GHM. High technical level and commitment certainly constitute the principal criteria to which the GHM members feel so attached.
The originality in the choice of the objective and the innovative nature of the manner of conducting the ascent are equally important elements of appreciation. The practice of alpinism is in effect in perpetual evolution, and this dimension should not be forgotten. It's by the crossing of certain stages that were considered impassable that mentalities have evolved, and ascents reputed to be impossible have become commonplace…
Respect for the mountains that surround us, the beauty of movement, and the spirit in which people climb those mountains are also primary conditions for the awarding of the prize. We cannot in fact pass down to future generations summits mutilated in the name of a destructive climbing style without profoundly altering the spirit itself of this activity